# Daniel Nestor
Daniel Mark Nestor (Servisch: Данијел Нестор) (Belgrado, 4 september 1972) is een voormalig professioneel Canadees tennisser uit de omgeving van Toronto.

## Carrière
Kort voor zijn vierde verjaardag vertrok de als Daniel Nestorović (Servisch: Данијел Несторовић) geboren Serviër met zijn ouders naar Toronto waar hij een middelbare school bezocht met een atletiekprogramma.
Samen met Mark Knowles heeft Nestor twee grandslamtoernooien gewonnen, de Australian Open van 2002 en de US Open van 2004. Ook behaalde hij de finales van de Australian Open 2005, Roland Garros en US Open 1998, Roland Garros en Wimbledon 2002, Australian Open 2003 en Wimbledon 2005. In augustus 2002 behaalde Nestor de eerste positie op de dubbelwereldranglijst. Nestors hoogste positie op de enkelranglijst was de 58e plaats in augustus 1999. Bij de mixdubbels behaalde Nestor de finale van de US Open 2003 en van de Australian Open 2006. Tijdens de Australian Open 2007 won Nestor de mixdubbeltitel met partner Jelena Lichovtseva, en op de Australian Open 2011 met Katarina Srebotnik. Sinds 2013 speelt hij samen met Kristina Mladenovic – na een verloren finaleplaats op Roland Garros 2013 volgden overwinningen op Wimbledon 2013 en de Australian Open 2014.
Gedurende de Olympische Zomerspelen 2000 in Sydney behaalde Nestor een gouden medaille bij de herendubbel, samen met Sébastien Lareau. Nestor komt sinds 1992 geregeld uit voor het Davis Cup-team van Canada. Nestor speelde zijn laatste wedstrijd in de Wereldgroep Play-Of wedstrijd tegen Nederland. Nestor speelde daar samen met Vasek Pospisil tegen Matwé Middelkoop en Jean-Julien Rojer en verloor in vier sets.

## Palmares
| Legenda                       | Legenda               |
| ----------------------------- | --------------------- |
| Grand Slam                    |                       |
| Olympische Spelen             |                       |
| tot 2009                      | vanaf 2009            |
| Tennis Masters Cup            | ATP Finals            |
| ATP Masters Series            | ATP Tour Masters 1000 |
| ATP International Series Gold | ATP Tour 500          |
| ATP International Series      | ATP Tour 250          |

### Dubbelspel
| Nr.                          | Datum             | Toernooi                     | Ondergrond    | Partner                | Tegenstander in finale               | Score                       |         |
| ---------------------------- | ----------------- | ---------------------------- | ------------- | ---------------------- | ------------------------------------ | --------------------------- | ------- |
| Gewonnen finales             |                   |                              |               |                        |                                      |                             |         |
| 1.                           | 19 september 1994 | ATP Bogotá                   | Gravel        | Mark Knowles           | Luke Jensen Murphy Jensen            | 6-4, 7-6(7-5)               | Details |
| 2.                           | 21 augustus 1995  | ATP Indianapolis             | Hardcourt     | Mark Knowles           | Scott Davis Todd Martin              | 6-3, 7-5                    | Details |
| 3.                           | 8 januari 1996    | ATP Doha                     | Hardcourt     | Mark Knowles           | Jacco Eltingh Paul Haarhuis          | 7-6(7-3), 6-3               | Details |
| 4.                           | 26 februari 1996  | ATP Memphis                  | Hardcourt (i) | Mark Knowles           | Todd Woodbridge Mark Woodforde       | 6-4, 7-5                    | Details |
| 5.                           | 13 mei 1996       | ATP Hamburg                  | Gravel        | Mark Knowles           | Guy Forget Jakob Hlasek              | 6-2, 6-4                    | Details |
| 6.                           | 12 augustus 1996  | ATP Cincinnati               | Hardcourt     | Mark Knowles           | Sandon Stolle Cyril Suk              | 6-2, 7-5                    | Details |
| 7.                           | 17 maart 1997     | ATP Indian Wells             | Hardcourt     | Mark Knowles           | Mark Philippoussis Patrick Rafter    | 7-5, 6-4                    | Details |
| 8.                           | 19 mei 1997       | ATP Rome                     | Gravel        | Mark Knowles           | Byron Black Alex O'Brien             | 6-3, 4-6, 7-5               | Details |
| 9.                           | 20 april 1998     | ATP Tokio                    | Hardcourt     | Sébastien Lareau       | Olivier Delaître Stefano Pescosolido | 6-4, 3-6, 6-4               | Details |
| 10.                          | 17 augustus 1998  | ATP Cincinnati (2)           | Hardcourt     | Mark Knowles           | Olivier Delaître Fabrice Santoro     | 6-1, 2-1, opgave            | Details |
| 11.                          | 18 januari 1999   | ATP Sydney                   | Hardcourt     | Sébastien Lareau       | Patrick Galbraith Paul Haarhuis      | 6-3, 6-4                    | Details |
| 12.                          | 11 oktober 1999   | ATP Shanghai                 | Hardcourt     | Sébastien Lareau       | Todd Woodbridge Mark Woodforde       | 7-5, 6-3                    | Details |
| 13.                          | 7 augustus 2000   | ATP Toronto                  | Hardcourt     | Sébastien Lareau       | Joshua Eagle Andrew Florent          | 6-3, 7-6(7-3)               | Details |
| 14.                          | 2 oktober 2000    | OS 2000                      | Hardcourt     | Sébastien Lareau       | Todd Woodbridge Mark Woodforde       | 5-7, 6-3, 6-4, 7-6(7-2)     | Details |
| 15.                          | 13 november 2000  | ATP Sint-Petersburg          | Hardcourt (i) | Kevin Ullyett          | Thomas Shimada Myles Wakefield       | 7-6(5), 7-5                 | Details |
| 16.                          | 27 november 2000  | ATP Stockholm                | Hardcourt (i) | Mark Knowles           | Petr Pála Pavel Vízner               | 6-3, 6-2                    | Details |
| 17.                          | 8 januari 2001    | ATP Doha (2)                 | Hardcourt     | Mark Knowles           | Juan Balcells Andrej Olchovski       | 6-3, 6-1                    | Details |
| 18.                          | 15 januari 2001   | ATP Sydney (2)               | Hardcourt     | Sandon Stolle          | Jonas Björkman Todd Woodbridge       | 2-6, 7-6(4), 7-6(5)         | Details |
| 19.                          | 18 juni 2001      | ATP Halle                    | Gras          | Sandon Stolle          | Maks Mirni Patrick Rafter            | 6-4, 6-7(5-7), 6-1          | Details |
| 20.                          | 15 oktober 2001   | ATP Lyon                     | Tapijt (i)    | Nenad Zimonjić         | Arnaud Clément Sébastien Grosjean    | 6-1, 6-2                    | Details |
| 21.                          | 28 januari 2002   | Australian Open              | Hardcourt     | Mark Knowles           | Michaël Llodra Fabrice Santoro       | 7-6(4), 6-3                 | Details |
| 22.                          | 4 maart 2002      | ATP Dubai                    | Hardcourt     | Mark Knowles           | Joshua Eagle Sandon Stolle           | 3-6, 6-3, [13-11]           | Details |
| 23.                          | 18 maart 2002     | ATP Indian Wells (2)         | Hardcourt     | Mark Knowles           | Roger Federer Maks Mirni             | 6-4, 6-4                    | Details |
| 24.                          | 1 april 2002      | ATP Miami                    | Hardcourt     | Mark Knowles           | Donald Johnson Jared Palmer          | 4-6, 7-6(8-6), 6-2          | Details |
| 25.                          | 19 augustus 2002  | ATP Indianapolis (2)         | Hardcourt     | Mark Knowles           | Mahesh Bhupathi Maks Mirni           | 4-6, 7-6(7-3), 6-4          | Details |
| 26.                          | 21 oktober 2002   | ATP Madrid                   | Hardcourt (i) | Mark Knowles           | Mahesh Bhupathi Maks Mirni           | 6-4, 6-3                    | Details |
| 27.                          | 24 februari 2003  | ATP Memphis (2)              | Hardcourt (i) | Mark Knowles           | Bob Bryan Mike Bryan                 | 6-2, 7-6(3)                 | Details |
| 28.                          | 3 maart 2003      | ATP Acapulco                 | Gravel        | Mark Knowles           | David Ferrer Fernando Vicente        | 6-3, 6-3                    | Details |
| 29.                          | 28 april 2003     | ATP Houston                  | Gravel        | Mark Knowles           | Jan-Michael Gambill Graydon Oliver   | 6-4, 6-3                    | Details |
| 30.                          | 19 mei 2003       | ATP Hamburg (2)              | Gravel        | Mark Knowles           | Mahesh Bhupathi Maks Mirni           | 6-4, 7-6(12-10)             | Details |
| 31.                          | 16 juni 2003      | ATP Londen                   | Gras          | Mark Knowles           | Mahesh Bhupathi Maks Mirni           | 6-3, 6-4                    | Details |
| 32.                          | 27 oktober 2003   | ATP Bazel                    | Tapijt        | Mark Knowles           | Lucas Arnold Ker Mariano Hood        | 6-4, 6-2                    | Details |
| 33.                          | 1 maart 2004      | ATP Marseille                | Hardcourt (i) | Mark Knowles           | Martin Damm Cyril Suk                | 7-5, 6-3                    | Details |
| 34.                          | 3 mei 2004        | ATP Barcelona                | Gravel        | Mark Knowles           | Mariano Hood Sebastián Prieto        | 6-3, 6-2                    | Details |
| 35.                          | 9 augustus 2004   | ATP Cincinnati (3)           | Hardcourt     | Mark Knowles           | Jonas Björkman Todd Woodbridge       | 7-6(5), 6-3                 | Details |
| 36.                          | 13 september 2004 | U.S. Open                    | Hardcourt     | Mark Knowles           | Leander Paes David Rikl              | 6-3, 6-3                    | Details |
| 37.                          | 25 oktober 2004   | ATP Madrid (2)               | Hardcourt (i) | Mark Knowles           | Bob Bryan Mike Bryan                 | 6-3, 6-4                    | Details |
| 38.                          | 21 maart 2005     | ATP Indian Wells (3)         | Hardcourt     | Mark Knowles           | Wayne Arthurs Paul Hanley            | 7-6(8-6), 7-6(2)            | Details |
| 39.                          | 25 april 2005     | ATP Houston (2)              | Gravel        | Mark Knowles           | Martín García Luis Horna             | 6-3, 6-4                    | Details |
| 40.                          | 17 oktober 2005   | ATP Wenen                    | Hardcourt (i) | Mark Knowles           | Jonathan Erlich Andy Ram             | 5-3, 5-4(2)                 | Details |
| 41.                          | 24 oktober 2005   | ATP Madrid (3)               | Hardcourt (i) | Mark Knowles           | Leander Paes Nenad Zimonjić          | 3-6, 6-3, 6-2               | Details |
| 42.                          | 6 februari 2006   | ATP Delray Beach             | Hardcourt     | Mark Knowles           | Chris Haggard Wesley Moodie          | 6-2, 6-3                    | Details |
| 43.                          | 20 maart 2006     | ATP Indian Wells (4)         | Hardcourt     | Mark Knowles           | Bob Bryan Mike Bryan                 | 6-4, 6-4                    | Details |
| 44.                          | 1 mei 2006        | ATP Barcelona (2)            | Gravel        | Mark Knowles           | Mariusz Fyrstenberg Marcin Matkowski | 6-7(5), 6-3, [10-5]         | Details |
| 45.                          | 15 mei 2006       | ATP Rome (2)                 | Gravel        | Mark Knowles           | Jonathan Erlich Andy Ram             | 4-6, 6-4, [10-6]            | Details |
| 46.                          | 30 oktober 2006   | ATP Bazel (2)                | Tapijt (i)    | Mark Knowles           | Mariusz Fyrstenberg Marcin Matkowski | 4-6, 6-4, [10-8]            | Details |
| 47.                          | 11 juni 2007      | Roland Garros                | Gravel        | Mark Knowles           | Lukáš Dlouhý Pavel Vízner            | 2-6, 6-3, 6-4               | Details |
| 48.                          | 17 juni 2007      | ATP Londen (2)               | Gras          | Mark Knowles           | Bob Bryan Mike Bryan                 | 7-6(4), 7-5                 | Details |
| 49.                          | 28 oktober 2007   | ATP Sint-Petersburg (2)      | Tapijt (i)    | Nenad Zimonjić         | Jürgen Melzer Todd Perry             | 6-1, 7-6(3)                 | Details |
| 50.                          | 18 november 2007  | Tennis Masters Cup           | Hardcourt (i) | Mark Knowles           | Simon Aspelin Julian Knowle          | 6-2, 6-3                    | Details |
| 51.                          | 18 mei 2008       | ATP Hamburg (3)              | Gravel        | Nenad Zimonjić         | Bob Bryan Mike Bryan                 | 6-4, 5-7, [10-8]            | Details |
| 52.                          | 15 juni 2008      | ATP Londen (3)               | Gras          | Nenad Zimonjić         | Marcelo Melo André Sá                | 6-4, 7-6(3)                 | Details |
| 53.                          | 5 juli 2008       | Wimbledon                    | Gras          | Nenad Zimonjić         | Jonas Björkman Kevin Ullyett         | 7-6(12), 6-7(3), 6-3, 6-3   | Details |
| 54.                          | 27 juli 2008      | ATP Toronto (2)              | Hardcourt     | Nenad Zimonjić         | Bob Bryan Mike Bryan                 | 6-2, 4-6, [10-6]            | Details |
| 55.                          | 16 november 2008  | Tennis Masters Cup (2)       | Hardcourt (i) | Nenad Zimonjić         | Bob Bryan Mike Bryan                 | 7-6(7-3), 6-2               | Details |
| 56.                          | 15 februari 2009  | ATP Rotterdam                | Hardcourt (i) | Nenad Zimonjić         | Lukáš Dlouhý Leander Paes            | 6-2, 7-5                    | Details |
| 57.                          | 19 april 2009     | ATP Monte Carlo              | Gravel        | Nenad Zimonjić         | Bob Bryan Mike Bryan                 | 6-4, 6-1                    | Details |
| 58.                          | 26 april 2009     | ATP Barcelona (3)            | Gravel        | Nenad Zimonjić         | Mahesh Bhupathi Mark Knowles         | 6-3, 7-6(9)                 | Details |
| 59.                          | 3 mei 2009        | ATP Rome (3)                 | Gravel        | Nenad Zimonjić         | Bob Bryan Mike Bryan                 | 7-6(7-5), 6-3               | Details |
| 60.                          | 17 mei 2009       | ATP Madrid (4)               | Gravel        | Nenad Zimonjić         | Simon Aspelin Wesley Moodie          | 6-4, 6-4                    | Details |
| 61.                          | 4 juli 2009       | Wimbledon (2)                | Gras          | Nenad Zimonjić         | Bob Bryan Mike Bryan                 | 7-6(7), 6-7(3), 7-6(3), 6-3 | Details |
| 62.                          | 23 augustus 2009  | ATP Cincinnati (4)           | Hardcourt     | Nenad Zimonjić         | Bob Bryan Mike Bryan                 | 3-6, 7-6(2), [15-13]        | Details |
| 63.                          | 8 november 2009   | ATP Bazel (3)                | Hardcourt (i) | Nenad Zimonjić         | Bob Bryan Mike Bryan                 | 6-2, 6-3                    | Details |
| 64.                          | 15 november 2009  | ATP Parijs                   | Hardcourt (i) | Nenad Zimonjić         | Marcel Granollers Tommy Robredo      | 6-3, 6-4                    | Details |
| 65.                          | 16 januari 2010   | ATP Sydney (3)               | Hardcourt     | Nenad Zimonjić         | Ross Hutchins Jordan Kerr            | 6-3, 7-6(5)                 | Details |
| 66.                          | 14 februari 2010  | ATP Rotterdam (2)            | Hardcourt (i) | Nenad Zimonjić         | Simon Aspelin Paul Hanley            | 6-4, 4-6, [10-7]            | Details |
| 67.                          | 18 april 2010     | ATP Monte Carlo (2)          | Gravel        | Nenad Zimonjić         | Mahesh Bhupathi Maks Mirni           | 6-3, 2-0, opgave            | Details |
| 68.                          | 25 april 2010     | ATP Barcelona (4)            | Gravel        | Nenad Zimonjić         | Lleyton Hewitt Mark Knowles          | 4-6, 6-3, [10-6]            | Details |
| 69.                          | 5 juni 2010       | Roland Garros (2)            | Gravel        | Nenad Zimonjić         | Lukáš Dlouhý Leander Paes            | 7-5, 6-2                    | Details |
| 70.                          | 31 oktober 2010   | ATP Wenen (2)                | Hardcourt (i) | Nenad Zimonjić         | Mariusz Fyrstenberg Marcin Matkowski | 7-5, 3-6, [10-5]            | Details |
| 71.                          | 28 november 2010  | ATP World Tour Finals (3)    | Hardcourt (i) | Nenad Zimonjić         | Mahesh Bhupathi Maks Mirni           | 7-6(6), 6-4                 | Details |
| 72.                          | 20 februari 2011  | ATP Memphis (3)              | Hardcourt (i) | Maks Mirni             | Eric Butorac Jean-Julien Rojer       | 6-2, 6-7(6-8), [10-3]       | Details |
| 73.                          | 4 juni 2011       | Roland Garros (3)            | Gravel        | Maks Mirni             | Juan Sebastián Cabal Eduardo Schwank | 7-6(7-3), 3-6, 6-4          | Details |
| 74.                          | 16 oktober 2011   | ATP Shanghai                 | Hardcourt     | Maks Mirni             | Michaël Llodra Nenad Zimonjić        | 3-6, 6-1, [12-10]           | Details |
| 75.                          | 27 november 2011  | ATP World Tour Finals (4)    | Hardcourt (i) | Maks Mirni             | Mariusz Fyrstenberg Marcin Matkowski | 7-5, 6-3                    | Details |
| 76.                          | 8 januari 2012    | ATP Brisbane                 | Hardcourt     | Maks Mirni             | Jürgen Melzer Philipp Petzschner     | 6-1, 6-2                    | Details |
| 77.                          | 26 februari 2012  | ATP Memphis (4)              | Hardcourt (i) | Maks Mirni             | Ivan Dodig Marcelo Melo              | 4-6, 7-5, [10-7]            | Details |
| 78.                          | 9 juni 2012       | Roland Garros (4)            | Gravel        | Maks Mirni             | Bob Bryan Mike Bryan                 | 6-4, 6-4                    | Details |
| 79.                          | 17 juni 2012      | ATP Londen (4)               | Gras          | Maks Mirni             | Bob Bryan Mike Bryan                 | 6-3, 6-4                    | Details |
| 80.                          | 28 oktober 2012   | ATP Bazel (4)                | Hardcourt (i) | Nenad Zimonjić         | Treat Huey Dominic Inglot            | 7-5, 6-7 (4), [10-5]        | Details |
| 81.                          | 24 augustus 2013  | ATP Winston-Salem            | Hardcourt     | Leander Paes           | Treat Huey Dominic Inglot            | 7-6 (12-10), 7-5            | Details |
| 82.                          | 5 januari 2014    | ATP Brisbane (2)             | Hardcourt     | Mariusz Fyrstenberg    | Juan Sebastián Cabal Robert Farah    | 6-7 (4), 6-4, [10-7]        | Details |
| 83.                          | 11 januari 2014   | ATP Sydney (4)               | Hardcourt     | Nenad Zimonjić         | Rohan Bopanna Aisam-ul-Haq Qureshi   | 7-6(3), 7-6(3)              | Details |
| 84.                          | 11 mei 2014       | ATP Madrid (5)               | Gravel        | Nenad Zimonjić         | Bob Bryan Mike Bryan                 | 6-4, 6-2                    | Details |
| 85.                          | 18 mei 2014       | ATP Rome (4)                 | Gravel        | Nenad Zimonjić         | Robin Haase Feliciano López          | 6-4, 7-6(2)                 | Details |
| 86.                          | 17 januari 2015   | ATP Sydney (5)               | Hardcourt     | Rohan Bopanna          | Jean-Julien Rojer Horia Tecău        | 6-4, 7–6(5)                 | Details |
| 87.                          | 28 februari 2015  | ATP Dubai (2)                | Hardcourt     | Rohan Bopanna          | Aisam-ul-Haq Qureshi Nenad Zimonjić  | 6-4, 6-1                    | Details |
| 88.                          | 23 augustus 2015  | ATP Cincinnati (5)           | Hardcourt     | Édouard Roger-Vasselin | Marcin Matkowski Nenad Zimonjić      | 6-2, 6-2                    | Details |
| 89.                          | 25 juni 2016      | ATP Nottingham               | Gras          | Dominic Inglot         | Ivan Dodig Marcelo Melo              | 7-5, 7-6(4)                 | Details |
| 90.                          | 24 juli 2016      | ATP Washington               | Hardcourt     | Édouard Roger-Vasselin | Łukasz Kubot Alexander Peya          | 7-6(3), 7-6(4)              | Details |
| 91.                          | 23 oktober 2016   | ATP Antwerpen                | Hardcourt (i) | Dominic Inglot         | Pierre-Hugues Herbert Nicolas Mahut  | 6-4, 6-4                    | Details |
| Verloren finales             |                   |                              |               |                        |                                      |                             |         |
| 1.                           | 29 januari 1995   | Australian Open              | Hardcourt     | Mark Knowles           | Jared Palmer Richey Reneberg         | 3-6, 6-3, 3-6, 2-6          | Details |
| 2.                           | 13 augustus 1995  | ATP Cincinnati               | Hardcourt     | Mark Knowles           | Todd Woodbridge Mark Woodforde       | 2-6, 0-3, opgave            | Details |
| 3.                           | 16 juni 1996      | ATP Rosmalen                 | Gras          | Anders Järryd          | Paul Kilderry Pavel Vízner           | 5-7, 3-6                    | Details |
| 4.                           | 25 augustus 1996  | ATP Toronto                  | Hardcourt     | Mark Knowles           | Patrick Galbraith Paul Haarhuis      | 6-7, 3-6                    | Details |
| 5.                           | 16 februari 1997  | ATP San José                 | Hardcourt (i) | Mark Knowles           | Brian MacPhie Gary Muller            | 6-4, 6-7, 5-7               | Details |
| 6.                           | 30 maart 1997     | ATP Miami                    | Hardcourt     | Mark Knowles           | Todd Woodbridge Mark Woodforde       | 6-7, 6-7                    | Details |
| 7.                           | 18 januari 1998   | ATP Sydney                   | Hardcourt     | Jacco Eltingh          | Todd Woodbridge Mark Woodforde       | 3-6, 5-7                    | Details |
| 8.                           | 7 juni 1998       | Roland Garros                | Gravel        | Mark Knowles           | Jacco Eltingh Paul Haarhuis          | 3-6, 6-3, 3-6               | Details |
| 9.                           | 21 juni 1998      | ATP Nottingham               | Gras          | Sébastien Lareau       | Justin Gimelstob Byron Talbot        | 5-7, 7-6, 4-6               | Details |
| 10.                          | 23 augustus 1998  | ATP Indianapolis             | Hardcourt     | Mark Knowles           | Jiří Novák David Rikl                | 2-6, 6-7                    | Details |
| 11.                          | 13 september 1998 | U.S. Open                    | Hardcourt     | Mark Knowles           | Sandon Stolle Cyril Suk              | 6-4, 6-7, 2-6               | Details |
| 12.                          | 22 november 1998  | ATP Tour World Championships | Tapijt (i)    | Mark Knowles           | Jacco Eltingh Paul Haarhuis          | 4-6, 2-6, 5-7               | Details |
| 13.                          | 19 november 2000  | ATP Parijs                   | Hardcourt (i) | Paul Haarhuis          | Nicklas Kulti Maks Mirni             | 4-6, 5-7                    | Details |
| 14.                          | 4 maart 2001      | ATP Dubai                    | Hardcourt     | Nenad Zimonjić         | Joshua Eagle Sandon Stolle           | 4-6, 4-6                    | Details |
| 15.                          | 3 mei 2001        | ATP Rome                     | Gravel        | Sandon Stolle          | Wayne Ferreira Jevgeni Kafelnikov    | 4-6, 6-7 (6–8)              | Details |
| 16.                          | 20 mei 2001       | ATP Hamburg                  | Gravel        | Sandon Stolle          | Jonas Björkman Todd Woodbridge       | 6-7 (2), 6-3, 3-6           | Details |
| 17.                          | 24 februari 2002  | ATP Rotterdam                | Hardcourt (i) | Mark Knowles           | Roger Federer Maks Mirni             | 6-4, 3-6, [4-10]            | Details |
| 18.                          | 10 maart 2002     | ATP Scottsdale               | Hardcourt     | Mark Knowles           | Bob Bryan Mike Bryan                 | 5-7, 6-7 (6–8)              | Details |
| 19.                          | 9 juni 2002       | Roland Garros                | Gravel        | Mark Knowles           | Jevgeni Kafelnikov Paul Haarhuis     | 5-7, 4-6                    | Details |
| 20.                          | 7 juli 2002       | Wimbledon                    | Gras          | Mark Knowles           | Jonas Björkman Todd Woodbridge       | 1-6, 2-6, 7-6 (9–7), 5-7    | Details |
| 21.                          | 4 augustus 2002   | ATP Toronto                  | Hardcourt     | Mark Knowles           | Bob Bryan Mike Bryan                 | 6-4, 6-7 (1), 3-6           | Details |
| 22.                          | 13 oktober 2002   | ATP Lyon                     | Tapijt (i)    | Mark Knowles           | Wayne Black Kevin Ullyett            | 4-6, 6-3, 6-7 (3)           | Details |
| 23.                          | 27 oktober 2002   | ATP Bazel                    | Tapijt (i)    | Mark Knowles           | Bob Bryan Mike Bryan                 | 6-7 (1), 5-7                | Details |
| 24.                          | 5 januari 2003    | ATP Doha                     | Hardcourt     | Mark Knowles           | Martin Damm Cyril Suk                | 4-6, 6-7 (8-10)             | Details |
| 25.                          | 26 januari 2003   | Australian Open              | Hardcourt     | Mark Knowles           | Michaël Llodra Fabrice Santoro       | 4-6, 6-3, 3-6               | Details |
| 26.                          | 13 juni 2004      | ATP Londen                   | Gras          | Mark Knowles           | Bob Bryan Mike Bryan                 | 4-6, 4-6                    | Details |
| 27.                          | 13 februari 2005  | ATP Marseille                | Hardcourt (i) | Mark Knowles           | Martin Damm Radek Štěpánek           | 6-7 (4) , 6-7 (5)           | Details |
| 28.                          | 6 november 2005   | ATP Parijs                   | Hardcourt (i) | Mark Knowles           | Bob Bryan Mike Bryan                 | 4-6, 7-6 (3), 4-6           | Details |
| 29.                          | 19 februari 2006  | ATP Marseille                | Hardcourt (i) | Mark Knowles           | Martin Damm Radek Štěpánek           | 2-6, 7-6 (4), [3-10]        | Details |
| 30.                          | 5 maart 2006      | ATP Dubai                    | Hardcourt     | Mark Knowles           | Paul Hanley Kevin Ullyett            | 6-1, 2-6, [1-10]            | Details |
| 31.                          | 21 mei 2006       | ATP Hamburg                  | Gravel        | Mark Knowles           | Paul Hanley Kevin Ullyett            | 2-6, 6-7 (8-10)             | Details |
| 32.                          | 22 oktober 2006   | ATP Madrid                   | Hardcourt (i) | Mark Knowles           | Bob Bryan Mike Bryan                 | 5-7, 4-6                    | Details |
| 33.                          | 19 november 2006  | Tennis Masters Cup           | Hardcourt (i) | Mark Knowles           | Jonas Björkman Maks Mirni            | 2-6, 4-6                    | Details |
| 34.                          | 14 januari 2007   | ATP Sydney                   | Hardcourt     | Mark Knowles           | Paul Hanley Kevin Ullyett            | 4-6, 7-6 (3), [6-10]        | Details |
| 35.                          | 18 februari 2007  | ATP Marseille                | Hardcourt (i) | Mark Knowles           | Arnaud Clément Michaël Llodra        | 5-7, 6-4, [8-10]            | Details |
| 36.                          | 15 april 2007     | ATP Houston                  | Gravel        | Mark Knowles           | Bob Bryan Mike Bryan                 | 6-7 (3), 4-6                | Details |
| 37.                          | 4 november 2007   | ATP Parijs                   | Hardcourt (i) | Nenad Zimonjić         | Bob Bryan Mike Bryan                 | 3-6, 6-7 (4)                | Details |
| 38.                          | 23 maart 2008     | ATP Indian Wells             | Hardcourt     | Nenad Zimonjić         | Jonathan Erlich Andy Ram             | 4-6, 4-6                    | Details |
| 39.                          | 11 mei 2008       | ATP Rome                     | Gravel        | Nenad Zimonjić         | Bob Bryan Mike Bryan                 | 6-3, 4-6, [8-10]            | Details |
| 40.                          | 8 juni 2008       | Roland Garros                | Gravel        | Nenad Zimonjić         | Pablo Cuevas Luis Horna              | 2-6, 3-6                    | Details |
| 41.                          | 11 januari 2009   | ATP Doha                     | Hardcourt     | Nenad Zimonjić         | Marc López Rafael Nadal              | 6-4, 4-6, [8-10]            | Details |
| 42.                          | 18 januari 2009   | ATP Sydney                   | Hardcourt     | Nenad Zimonjić         | Bob Bryan Mike Bryan                 | 1-6, 6-7 (3)                | Details |
| 43.                          | 31 januari 2010   | Australian Open              | Hardcourt     | Nenad Zimonjić         | Bob Bryan Mike Bryan                 | 3-6, 7-6 (5), 3-6           | Details |
| 44.                          | 21 maart 2010     | ATP Indian Wells             | Hardcourt     | Nenad Zimonjić         | Marc López Rafael Nadal              | 6-7 (8-10), 3-6             | Details |
| 45.                          | 16 mei 2010       | ATP Madrid                   | Gravel        | Nenad Zimonjić         | Bob Bryan Mike Bryan                 | 3-6, 4-6                    | Details |
| 46.                          | 7 november 2010   | ATP Bazel                    | Hardcourt (i) | Nenad Zimonjić         | Bob Bryan Mike Bryan                 | 3-6, 6-3, [3-10]            | Details |
| 47.                          | 3 april 2011      | ATP Miami                    | Hardcourt     | Maks Mirni             | Mahesh Bhupathi Leander Paes         | 7-6 (5), 2-6, [5-10]        | Details |
| 48.                          | 30 oktober 2011   | ATP Wenen                    | Hardcourt (i) | Maks Mirni             | Bob Bryan Mike Bryan                 | 6-7 (10-12), 3-6            | Details |
| 49.                          | 6 november 2011   | ATP Bazel                    | Hardcourt (i) | Maks Mirni             | Michaël Llodra Nenad Zimonjić        | 4-6, 5-7                    | Details |
| 50.                          | 1 april 2012      | ATP Miami                    | Hardcourt     | Maks Mirni             | Leander Paes Radek Štěpánek          | 6-3, 1-6, [8-10]            | Details |
| 51.                          | 22 april 2012     | ATP Monte Carlo              | Gravel        | Maks Mirni             | Bob Bryan Mike Bryan                 | 2-6, 3-6                    | Details |
| 52.                          | 28 april 2013     | ATP Barcelona                | Gravel        | Robert Lindstedt       | Alexander Peya Bruno Soares          | 7-5, 6-7 (7-9), [4-10]      | Details |
| 53.                          | 20 oktober 2013   | ATP Wenen                    | Hardcourt (i) | Julian Knowle          | Florin Mergea Lukáš Rosol            | 5-7, 4-6                    | Details |
| 54.                          | 1 maart 2014      | ATP Dubai                    | Hardcourt     | Nenad Zimonjić         | Rohan Bopanna Aisam-ul-Haq Qureshi   | 4-6, 3-6                    | Details |
| 55.                          | 27 april 2014     | ATP Barcelona                | Gravel        | Nenad Zimonjić         | Jesse Huta Galung Stéphane Robert    | 3-6, 3-6                    | Details |
| 56.                          | 16 augustus 2015  | ATP Toronto                  | Hardcourt     | Édouard Roger-Vasselin | Bob Bryan Mike Bryan                 | 6-7 (5), 6-3, [3-10]        | Details |
| 57.                          | 11 oktober 2015   | ATP Peking                   | Hardcourt (i) | Édouard Roger-Vasselin | Vasek Pospisil Jack Sock             | 6-3, 3-6, [6-10]            | Details |
| 58.                          | 31 januari 2016   | Australian Open              | Hardcourt     | Radek Štěpánek         | Jamie Murray Bruno Soares            | 6-2, 4-6, 5-7               | Details |
| 59.                          | 17 juli 2016      | ATP Hamburg                  | Gravel        | Aisam-ul-Haq Qureshi   | Henri Kontinen John Peers            | 5-7, 3-6                    | Details |
| 60.                          | 12 februari 2017  | ATP Montpellier              | Hardcourt (i) | Fabrice Martin         | Alexander Zverev Mischa Zverev       | 4-6, 7-6(3), [7-10]         | Details |
| Gewonnen finales challengers |                   |                              |               |                        |                                      |                             |         |
| 1.                           | 18 oktober 1992   | Recife                       | Hardcourt     | Sébastien Lareau       | Luiz Mattar Jaime Oncins             | 5-7, 6-4, 7-6               |         |
| 2.                           | 10 oktober 1993   | Calgary                      | Hardcourt (i) | Sébastien Lareau       | David Dilucia Richard Schmidt        | 6-1, 6-2                    |         |
| 3.                           | 17 oktober 1993   | Ponte Vedra                  | Hardcourt     | Sébastien Lareau       | Maurice Ruah Laurence Tieleman       | 2-6, 6-1, 6-4               |         |
| 4.                           | 5 december 1993   | Kuala Lumpur                 | Hardcourt     | Sébastien Lareau       | David Nainkin Kevin Ullyett          | 6-4, 6-4                    |         |
| 5.                           | 24 april 1994     | Nagoya                       | Hardcourt     | Albert Chang           | Gilad Bloom Lars Rehmann             | 6-7, 6-4, 6-4               |         |
| 6.                           | 1 mei 1994        | Taipei                       | Hardcourt     | Maurice Ruah           | Sandon Stolle Michael Tebbutt        | 6-2, 6-0                    |         |
| 7.                           | 9 oktober 1994    | Monterrey                    | Hardcourt     | Kenny Thorne           | Mark Knowles Roger Smith             | 5-7, 6-0, 7-5               |         |
| 8.                           | 8 januari 1995    | Wellington                   | Hardcourt     | Mark Knowles           | Tommy Ho Kenny Thorne                | 2-6, 6-4, 7-6               |         |
| 9.                           | 8 oktober 1995    | Monterrey                    | Hardcourt     | Mark Knowles           | David Rikl Nicolas Pereira           | 3-6, 6-1, 6-4               |         |

## Resultaten grandslamtoernooien
| Legenda | Legenda                          |
| ------- | -------------------------------- |
| g.t.    | geen toernooi gehouden           |
| l.c.    | lagere categorie                 |
| –       | niet deelgenomen                 |
| G       | uitgeschakeld in de groepsfase   |
| 1R      | uitgeschakeld in de eerste ronde |
| 2R      | uitgeschakeld in de tweede ronde |
| 3R      | uitgeschakeld in de derde ronde  |
| 4R      | uitgeschakeld in de vierde ronde |
| KF      | uitgeschakeld in de kwartfinale  |
| HF      | uitgeschakeld in de halve finale |
| F       | de finale verloren               |
| W       | het toernooi gewonnen            |
| w-v     | winst/verlies-balans             |

### Enkelspel
| Toernooi        | 1992 | 1993 | 1994 | 1995 | 1996 | 1997 | 1998 | 1999 | 2000 | 2001 |
| --------------- | ---- | ---- | ---- | ---- | ---- | ---- | ---- | ---- | ---- | ---- |
| Australian Open | 1R   | –    | –    | 2R   | 1R   | 1R   | 3R   | 3R   | –    | 3R   |
| Roland Garros   | –    | –    | –    | –    | –    | 1R   | 1R   | 1R   | –    | –    |
| Wimbledon       | –    | –    | –    | 2R   | 1R   | 1R   | 1R   | 4R   | 2R   | 2R   |
| US Open         | –    | 1R   | –    | 2R   | –    | 1R   | 1R   | 1R   | 2R   | –    |

### Dubbelspel
| Toernooi              | 1990          | 1991          | 1992 | 1993          | 1994          | 1995          | 1996  | 1997          | 1998          | 1999          | 2000  | 2001          | 2002          | 2003          | 2004  | 2005          | 2006          | 2007          | 2008  | 2009          | 2010          | 2011          | 2012  | 2013          | 2014          | 2015          | 2016  | 2017  | 2018 | w-v      |
| --------------------- | ------------- | ------------- | ---- | ------------- | ------------- | ------------- | ----- | ------------- | ------------- | ------------- | ----- | ------------- | ------------- | ------------- | ----- | ------------- | ------------- | ------------- | ----- | ------------- | ------------- | ------------- | ----- | ------------- | ------------- | ------------- | ----- | ----- | ---- | -------- |
| Grandslamtoernooien   |               |               |      |               |               |               |       |               |               |               |       |               |               |               |       |               |               |               |       |               |               |               |       |               |               |               |       |       |      |          |
| Australian Open       | –             | –             | –    | –             | KF            | F             | KF    | KF            | 1R            | 2R            | –     | KF            | W             | F             | KF    | 1R            | 1R            | HF            | KF    | 2R            | F             | HF            | HF    | 3R            | HF            | 2R            | F     | 2R    | 1R   | 66-23    |
| Roland Garros         | –             | –             | –    | –             | –             | –             | 2R    | 2R            | F             | 2R            | KF    | 3R            | F             | 3R            | KF    | HF            | 2R            | W             | F     | HF            | W             | W             | W     | 2R            | KF            | 3R            | 3R    | 1R    | 1R   | 69-18    |
| Wimbledon             | –             | –             | –    | –             | 1R            | HF            | 3R    | 3R            | 3R            | HF            | KF    | 2R            | F             | KF            | HF    | –             | HF            | KF            | W     | W             | 2R            | 2R            | 2R    | KF            | KF            | 3R            | 2R    | 2R    | 1R   | 61-22    |
| US Open               | –             | –             | –    | –             | 2R            | KF            | 1R    | 3R            | F             | 1R            | KF    | 3R            | KF            | HF            | W     | 1R            | 3R            | KF            | 3R    | KF            | 3R            | 2R            | 1R    | 3R            | 3R            | 3R            | 1R    | 1R    | 1R   | 47-24    |
| Winst-verlies         | 0-0           | 0-0           | 0-0  | 0-0           | 4-3           | 12-3          | 6-4   | 8-4           | 12-4          | 6-4           | 9-3   | 8-4           | 19-3          | 14-4          | 16-3  | 4-3           | 7-4           | 16-3          | 16-3  | 14-3          | 14-3          | 12-3          | 11-3  | 8-4           | 12-4          | 4-3           | 8-4   | 2-4   | 0-4  | 243-87   |
| Tennis Masters Cup    |               |               |      |               |               |               |       |               |               |               |       |               |               |               |       |               |               |               |       |               |               |               |       |               |               |               |       |       |      |          |
| ATP World Tour Finals | –             | –             | –    | –             | –             | G             | G     | G             | F             | –             | –     |               | –             | HF            | HF    | G             | F             | W             | W     | G             | W             | W             | G     | –             | G             | –             | –     | –     | –    | 34-23    |
| ATP Masters 1000      |               |               |      |               |               |               |       |               |               |               |       |               |               |               |       |               |               |               |       |               |               |               |       |               |               |               |       |       |      |          |
| Indian Wells          | –             | –             | –    | –             | –             | 2R            | 2R    | W             | 2R            | 2R            | –     | 1R            | W             | KF            | HF    | W             | W             | 1R            | F     | 1R            | F             | 1R            | HF    | 1R            | 2R            | 2R            | 2R    | 1R    | 1R   | 39-19    |
| Miami                 | –             | –             | –    | –             | 1R            | KF            | HF    | F             | HF            | 2R            | –     | 2R            | W             | KF            | HF    | HF            | 1R            | KF            | 1R    | 1R            | 2R            | F             | F     | 2R            | KF            | 1R            | 1R    | HF    | 1R   | 42-23    |
| Monte Carlo           | –             | –             | –    | –             | –             | –             | –     | –             | –             | –             | –     | –             | KF            | 2R            | HF    | KF            | 2R            | 2R            | 2R    | W             | W             | KF            | F     | KF            | HF            | 2R            | 2R    | 1R    | –    | 21-14    |
| Hamburg               | –             | 1R            | W    | 2R            | –             | 1R            | W     | 2R            | –             | KF            | 2R    | F             | KF            | W             | KF    | KF            | F             | 2R            | W     | l.c.          | l.c.          | l.c.          | l.c.  | l.c.          | l.c.          | l.c.          | l.c.  | l.c.  | l.c. | 25-10    |
| Madrid                | l.c.          | l.c.          | l.c. | l.c.          | l.c.          | l.c.          | l.c.  | l.c.          | l.c.          | l.c.          | l.c.  | l.c.          | W             | KF            | W     | W             | F             | 2R            | KF    | W             | F             | KF            | HF    | KF            | W             | 2R            | 1R    | 2R    | 1R   | 33-12    |
| Rome                  | –             | 1R            | 1R   | W             | –             | 1R            | 1R    | W             | –             | KF            | 1R    | F             | KF            | KF            | KF    | KF            | W             | HF            | F     | W             | 2R            | 2R            | KF    | KF            | W             | 2R            | 1R    | 1R    | –    | 35-18    |
| Montréal/Toronto      | 1R            | 1R            | 1R   | KF            | HF            | 2R            | F     | 2R            | KF            | 2R            | W     | 1R            | F             | 2R            | HF    | KF            | HF            | KF            | W     | HF            | KF            | HF            | KF    | HF            | HF            | F             | HF    | 1R    | 1R   | 45-28    |
| Cincinnati            | –             | –             | –    | –             | –             | F             | W     | KF            | W             | HF            | HF    | 1R            | KF            | HF            | W     | HF            | KF            | KF            | HF    | W             | 2R            | 2R            | 2R    | 2R            | KF            | W             | HF    | 1R    | 1R   | 44-19    |
| Stuttgart             | l.c.          | l.c.          | l.c. | l.c.          | l.c.          | 2R            | 2R    | KF            | 2R            | –             | 2R    | KF            | l.c.          | l.c.          | l.c.  | l.c.          | l.c.          | l.c.          | l.c.  | l.c.          | l.c.          | l.c.          | l.c.  | l.c.          | l.c.          | l.c.          | l.c.  | l.c.  | l.c. | 2-6      |
| Shanghai              | l.c.          | l.c.          | l.c. | l.c.          | l.c.          | l.c.          | l.c.  | l.c.          | l.c.          | l.c.          | l.c.  | l.c.          | l.c.          | l.c.          | l.c.  | l.c.          | l.c.          | l.c.          | l.c.  | 2R            | KF            | W             | KF    | 2R            | 2R            | HF            | 2R    | –     | –    | 8-7      |
| Parijs                | –             | –             | –    | –             | –             | KF            | KF    | KF            | HF            | HF            | F     | HF            | KF            | HF            | KF    | F             | KF            | F             | 2R    | W             | KF            | HF            | KF    | 2R            | KF            | 2R            | HF    | –     | –    | 34-20    |
| Olympische Spelen     |               |               |      |               |               |               |       |               |               |               |       |               |               |               |       |               |               |               |       |               |               |               |       |               |               |               |       |       |      |          |
| Olympische Spelen     | geen toernooi | geen toernooi | –    | geen toernooi | geen toernooi | geen toernooi | 2R    | geen toernooi | geen toernooi | geen toernooi | W     | geen toernooi | geen toernooi | geen toernooi | 2R    | geen toernooi | geen toernooi | geen toernooi | 1R    | geen toernooi | geen toernooi | geen toernooi | 2R    | geen toernooi | geen toernooi | geen toernooi | HF    | g.t.  | g.t. | 11-6     |
| Statistieken          |               |               |      |               |               |               |       |               |               |               |       |               |               |               |       |               |               |               |       |               |               |               |       |               |               |               |       |       |      |          |
| Totaal aantal titels  | 0             | 0             | 0    | 0             | 1             | 1             | 4     | 2             | 2             | 2             | 4     | 4             | 6             | 6             | 5     | 4             | 5             | 4             | 5     | 9             | 7             | 4             | 5     | 1             | 4             | 3             | 3     | 0     | 0    | 91       |
| Totaal winst-verlies  | 0-1           | 0-1           | 0-2  | 7-4           | 15-12         | 35-18         | 34-14 | 32-18         | 45-17         | 31-16         | 41-11 | 40-15         | 67-16         | 58-17         | 63-21 | 43-18         | 50-20         | 55-21         | 49-21 | 58-16         | 58-19         | 49-19         | 47-21 | 33-25         | 48-24         | 41-24         | 36-25 | 21-30 | 6-21 | 1062-488 |
| Eindejaarsranking     | 510           | 389           | 285  | 117           | 75            | 10            | 11    | 18            | 7             | 27            | 13    | 10            | 2             | 7             | 1     | 7             | 5             | 3             | 2     | 3             | 3             | 3             | 5     | 25            | 4             | 18            | 15    | 56    |      |          |

## Trivia
- Op 5 juli 2006, tijdens de kwartfinale van Wimbledon won Nestor met zijn dubbelspelpartner Mark Knowles de langste partij in het dubbelspel in de historie van Wimbledon, die 6 uur en 9 minuten duurde (5-7, 6-3, 6-7, 6-3, 23-21). Tegenstanders waren Simon Aspelin en Todd Perry.